# بيتر فون هالر
بيتر فون هالر (بالألمانية: Peter von Haller) (و. 1961 – م) هو مصور سينمائي من ألمانيا. ولد في ميونخ.

## جوائز
حصل على جوائز منها:
- رومي.

## وصلات خارجية
- بيتر فون هالر على موقع IMDb (الإنجليزية)
- بيتر فون هالر على موقع ألو سيني (الفرنسية)
- بيتر فون هالر على موقع ألو سيني (الفرنسية)
- بيتر فون هالر على موقع أول موفي (الإنجليزية)
- بيتر فون هالر على موقع قاعدة بيانات الأفلام السويدية (السويدية)
- بيتر فون هالر على موقع قاعدة بيانات الفيلم (الإنجليزية)
- بيتر فون هالر على موقع كينوبويسك (الروسية)